# 이누이 다카야
이누이 다카야(일본어: 乾 貴哉, 1996년 5월 12일 ~ )는 일본의 축구 선수이다.

## 구단 경력
그는 2015년부터 J리그의 제프 유나이티드 지바, 미토 홀리호크, 기라반츠 기타큐슈에서 뛰었다.